# Міжнародний біографічний центр
Міжнародний біографічний центр (англ. International Biographical Centre) — видавництво, яке належить фірмі Melrose Press Ltd. та спеціалізується на виданні біографічних книг та, як стверджується, «енциклопедичних довідників про відомих у світі персон». Фірма торгує як вигаданими біографіями, так і фантастичними титулами і сертифікатами. Британська урядова організація Захисту прав споживачів називає видання «шахрайським» та «кічевим».

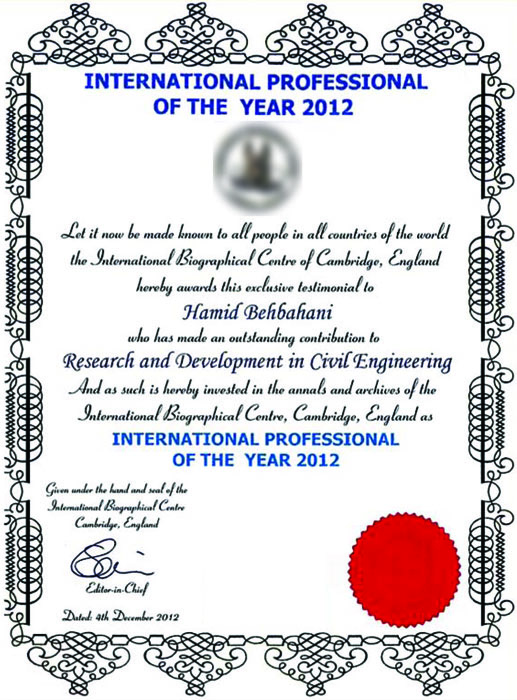
Типовий Сертифікат Міжнародного біографічного центру

## Характеристика діяльності
Міжнародний біографічний центр (МБЦ) розташований в Кембриджі (Велика Британія). До відомого Кембриджського університету жодного стосунку не має.
Видавництво опублікувало близько мільйона біографій в понад 150 власних довідкових виданнях. МБЦ також вручає численні нагороди (дипломи та пам'ятні медалі). За твердженнями центру, нагороди вручаються за літературні, наукові та політичні здобутки.[джерело?]
МБЦ стверджує, що кандидати на включення їх біографій в довідники відбираються спеціальним дослідницьким підрозділом біографічного центру виключно на основі значних досягнень кандидатів в їх професійній сфері.[джерело?]
В той же час, існують негативні оцінки МБЦ, в тому числі і на рівні урядів країн
, в яких стверджується, що МБЦ заробляє чималі кошти, використовуючи  людські слабкості (марнославство) кандидатів і довірливість необізнаних користувачів довідників.
В критичних статтях блогів приводиться приклад, що якщо список називається «200 видатних вчених ХХ століття» і в списку на перших місцях знаходяться такі відомі прізвища, як Ейнштейн і Рентген, то починаючи з 20—30 місця у списку можуть знаходитись (і знаходяться!) далеко не визначні спеціалісти-науковці.[джерело?]
Міжнародний біографічний центр постійно створює нові «нагороди» і широко пропонує їх особам, незалежно від їх особистих досягнень.[джерело?]
Залежно від ступеня сприймання престижу премії (медалі і т. п.), МБЦ отримував (2010) збори від 100 до 1000 доларів за штуку.

## Нагороди центру[4]
- Архімедова нагорода;
- Асоційований член Міжнародного біографічного центру;
- Свідоцтво про призначення: Почесний губернатор і член Ради керуючих;
- Сертифікат відмінності;
- Свідоцтво про включення до почесних членів Консультативної ради Міжнародного біографічного Центру;
- Видатний спікер премії 20-го століття;
- Свідоцтво про світове лідерство;
- Компаньйон Пошани, Defensor Elegentiae;
- Да Вінчі Алмазний;
- Да Вінчі Вітрувіанська людина;
- Указ про членство ордену Міжнародного братства;
- Указ заслуги;
- Заступник генерального директора Міжнародного біографічного центру;
- Біографія міжнародного Словника;
- Диплом органу: заступник генерального директора (Відділ Америка);
- Диплом відмінності;
- Диплом «Пожиттєва стипендія»;
- Меморіальна дошка «Шановні лідера Пошани»;
- Премія: «За видатні заслуги перед людством»;
- Член «Видатних діячів Індії»;
- Вперше 500-й у світі;
- Всесвітній рік передового досвіду;
- Сертифікат досягнень «Золота Зірка»;
- Губернатор «Ради керівників Міжнародного біографічного товариства»;
- Найвеличніший Жива легенда;
- Зал слави;
- Почесний Генеральний директор по Північній і Південній Америці;
- Міжнародний посол доброї волі;
- Міжнародний Інженер року;
- Міжнародна Гіппократова Нагорода за медичні досягнення;
- Міжнародні Лідери Досягнення;
- Міжнародна людина тисячоліття;
- Міжнародна Людина року;
- Міжнародний Орден Пошани;
- Міжнародний Музикант року;
- Міжнародний орден за заслуги Особового ВІДГУКу;
- Міжнародний орден за заслуги;
- Міжнародний орден Пошани;
- Міжнародна Особистість року;
- Міжнародна Платинова Нагорода за шкільні успішності;
- Міжнародний Професіонал року;
- Міжнародний реєстр профілів;
- Міжнародний науковий ВІДГУК Року;
- Міжнародна Шекспірова Нагорода за літературні досягнення;
- Диплом Королівського коледжу;
- Лідер Досягнення;
- Провідні педагоги світу;
- Провідні інженери всього світу;
- Провідний спеціаліст охорони здоров'я світу;
- Ведучий філософ СВІТУ;
- Провідні фахівці по всьому світу;
- Провідний науковець світу;
- Співробітник Міжнародного біографічного центру;
- Покровитель Міжнародного біографічного центру;
- Премія за життєві досягнення;
- Термін служби Досягнення Сто;
- Термін служби наукові досягнення;
- Жива легенда;
- Премія «Жива наука»;
- Людина року;
- Медична Людина року;
- Чоловіки і Жінки з відзнакою;
- заслужений Прикраси;
- Медаль «Один-в–Мільйон»;
- Тисяча Великі американці;
- Тисяча Великі Інтелектуали (медаль і/або дошка);
- Порядок Міжнародного братства;
- Порядок Міжнародної премії миру;
- Видатні педагоги по всьому світу;
- Видатний вчений 20-го століття;
- Видатний вчений 21-го століття;
- Видатний інтелектуал 21-го століття (покупка обійшлася в $ 1000);
- Видатний інтелектуал 21-го століття Диплом;
- Видатний інтелектуал 21 століття медаль;
- Видатні люди 21-го століття;
- Видатний спікер премії;
- Видатний наукових досягнень;
- Пі Диплом (Pi Diploma);
- Меморіальна дошка з ордером на Прокламації як Міжнародний Людина року;
- Салют Велич премії;
- Топ 100 Інженери 2013 (сертифікат і медаль за $ 795 / £ 495);
- Топ 100 Професіонали Здоров'я 2010 (сертифікат і медаль за $ 795 / £ 495);
- Остаточний Успішний Нагороджений;
- Віце-консул Міжнародного біографічного центру;
- Віце-президент Всесвітнього конгресу мистецтв, науки і комунікацій;
- Хто є хто в 21 столітті;
- Мир у всьому світі і дипломатії Форум, довічний член;
- Широкий Світ відзнака, Список;
- 20-та Сентру Нагорода за досягнення;
- Премія Досягнення 21-го століття;
- 21-го століття Премія за досягнення (Бронзова медаль Пошани);
- 21-го століття Премія за досягнення (Срібна медаль Пошани);
- 21-го століття Премія за досягнення (з підсвічуванням Диплом Пошани);
- 2000 Інтелектуалів 21 століття;
- 2000 видатних інтелектуалів 20-го століття;
- 500 Засновників 21-го століття.